# Brotherella pallida
Brotherella pallida är en bladmossart som beskrevs av Fleischer 1914. Brotherella pallida ingår i släktet Brotherella och familjen Sematophyllaceae. Inga underarter finns listade i Catalogue of Life.